# Saz
Pour les articles homonymes, voir SAZ et Baglama.
Le saz  (ancien français : saz ou est prononcé : [sɑ̃z]), (turc : Bağlama) est un luth à manche long, rencontré en Iran, Irak (du nord), dans le Caucase, en Crimée (chez les Tatars), Turquie, Grèce, et dans une partie des Balkans. Le mot, d’origine persane, possède plusieurs significations en turc, ce qui peut prêter à confusion : il peut désigner toutes sortes d’instruments de musique, une famille particulière d’instruments à cordes pincées (objet de cet article), ou le bağlama (à manche court ou long), instrument le plus courant de cette famille, ainsi que le tambûr.
Dans la culture turque, mais aussi kurde, arménienne, assyro-chaldéenne et autres, le saz est l’instrument de prédilection de l’aşık, sorte de barde à la fois poète, compositeur, musicien et chanteur. Il sert également pour l’accompagnement des türkü, les chansons populaires traditionnelles. Enfin dans l’alévisme, cet instrument a un caractère sacré, car il est utilisé dans le rituel religieux du cem (mais aussi chez les Yarsan/Ahl al-Haq kurdes dans le Zagros central). Les poèmes alevis sont généralement centrés sur l'amour et la spiritualité, et le saz est utilisé pour donner de la profondeur émotionnelle aux paroles. Le son doux et mélancolique du saz peut évoquer une large gamme d'émotions, allant de la tristesse à la joie, en passant par l'espoir et la nostalgie.

## Histoire
Bien que faits à partir des matériaux périssables, quelques instruments à cordes, conservés, ont été découverts lors des fouilles archéologiques en Mésopotamie et en Anatolie et datant du 3e et du 2e millénaire av. J.-C. Il est très probable que le tanbûr ait été diffusé à partir de l'Anatolie orientale (région du lac de Van) vers le plateau iranien et vers l'Ouest, durant le 1er millénaire de notre ère lorsque la route de la soie était très active.
Diverses sources affirment que le kopuz (luth à manche long utilisé en Asie central) est l'ancêtre du bağlama.

## Lutherie

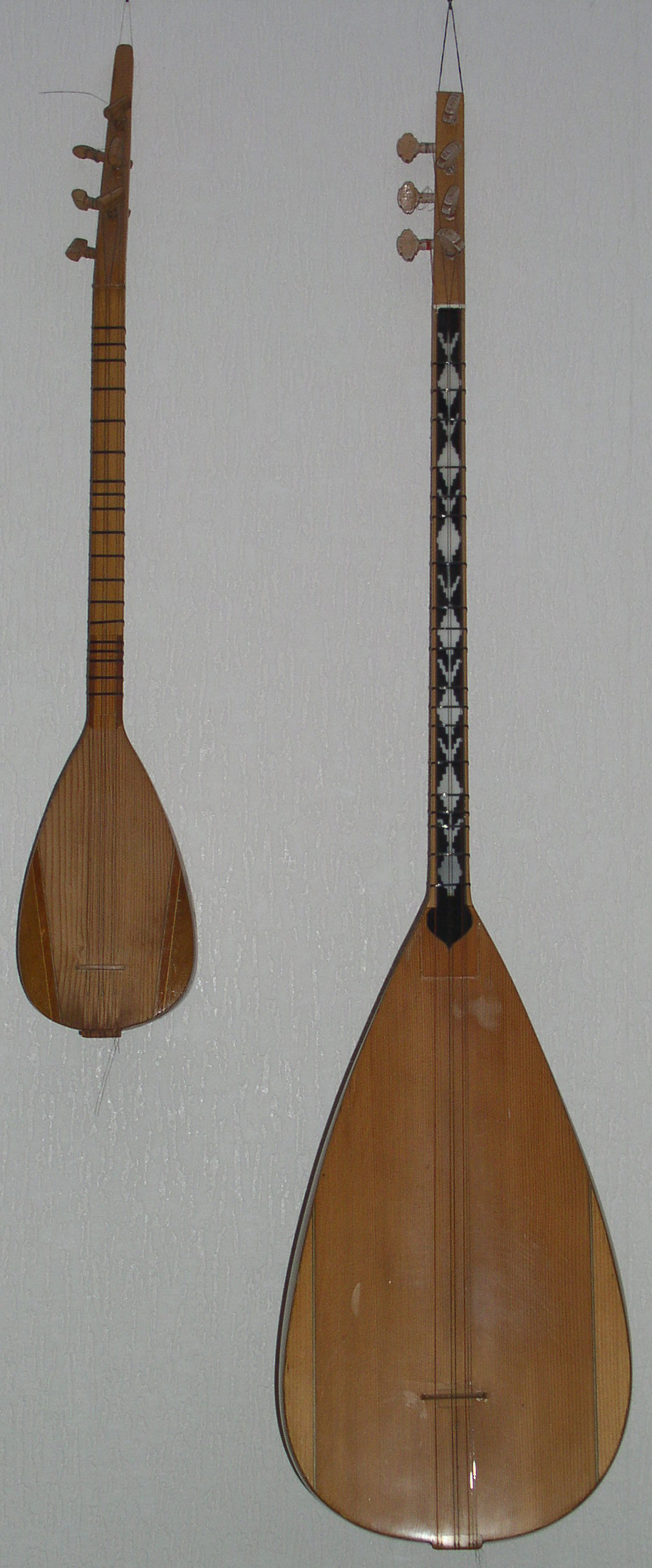
Cura et bağlama.

Il est formé d’une caisse de résonance piriforme en bois lamellé-collé, et d’un long manche muni de frettes (composées le plus souvent de ligatures de fil nylon). Il est muni de trois chœurs de cordes qui se jouent avec un plectre (en turc tezene ou mızrap) Celui du bas, comprenant 3 cordes, dont deux sont accordées une octave au-dessus de la troisième, est utilisé pour jouer la mélodie. Le chœur du haut, comprenant deux cordes dont l’une est accordée une octave au-dessus de l’autre, est utilisé pour la mélodie, soit pour jouer certaines notes graves, soit pour faciliter les doigtés que rendrait difficile l’utilisation exclusive du chœur du bas. Il fournit également la basse dans les accords, qui sont limités traditionnellement à la quinte et à l’octave. Le chœur du milieu comporte deux cordes accordées à l’unisson, ce qui lui donne une sonorité plus pauvre que celle des deux autres. Pour cette raison il a une fonction presque exclusivement harmonique, mais peut également servir pour jouer les notes graves de la mélodie.
Les instruments de la famille sont du plus grave au plus aigu : le meydan sazı ou onikitelli (à douze cordes de 112 cm), le divan sazı (cordes de 104 cm), le bağlama, le plus répandu, avec deux variantes (à manche court avec cordes de 72 cm, et à manche long avec cordes de 88 cm), et le cura (cordes de 50 cm) avec des variantes à trois chœurs (üç telli) appelé plus généralement çöğür du fait de ses 3 cordes ou deux chœurs (iki telli) dont le nom cura est plus approprié.
D’autres noms d’instruments sont parfois cités mais la plus grande confusion existe quant à une définition exacte ; citons pêle-mêle le tambura ou tanbura (à ne pas confondre avec le tambur utilisé dans la musique classique turque) suivant les sources synonyme du bağlama à manche long ou court ou nom générique ;, l’âşık sazı (synonyme du bağlama à manche court ?), le çöğür (selon les sources, instrument proche du divan sazı (bağlama à manche court ou nom générique synonyme de saz), le bozuk (instrument entre le bağlama et le divan sazı ?), le bulgari, l’irızva, et le koltuk sazı.

## Jeu
Les saz permettent de jouer tous les demi-tons d'une gamme chromatique, ainsi que certains quarts de ton présents dans les makams (modes) arabes. Cependant du fait que tous les quarts de tons ne sont pas présents, certains modes ne sont pas jouables dans certains tons à moins de déplacer les frettes. Le saz est utilisé exclusivement dans la musique populaire turque, la musique classique turque utilisant le tanbur ottoman. Le bağlama est un instrument transpositeur, le plus souvent en mi  ou mi : la note considérée par convention comme un la sonne réellement comme un do ou un do .
L’accord est variable suivant les régions. Le plus pratiqué, nommé kara düzen ou bozuk düzen comprend les notes suivantes : la3/la4, ré4, sol3/sol4 (notes réelles : do, fa, si ).
Il existe un modèle au manche plus court, parfois appelé çöğür qui s’accorde généralement suivant l’accord dit bağlama düzeni : la3, la4, ré3, mi3/mi4.

Pendant le jeu avec le plectre sur les cordes, le joueur peut aussi marquer le rythme à l'aide de coups mats donnés par le majeur droit sur la table d'harmonie, ce qui en fait aussi un instrument de percussion. 

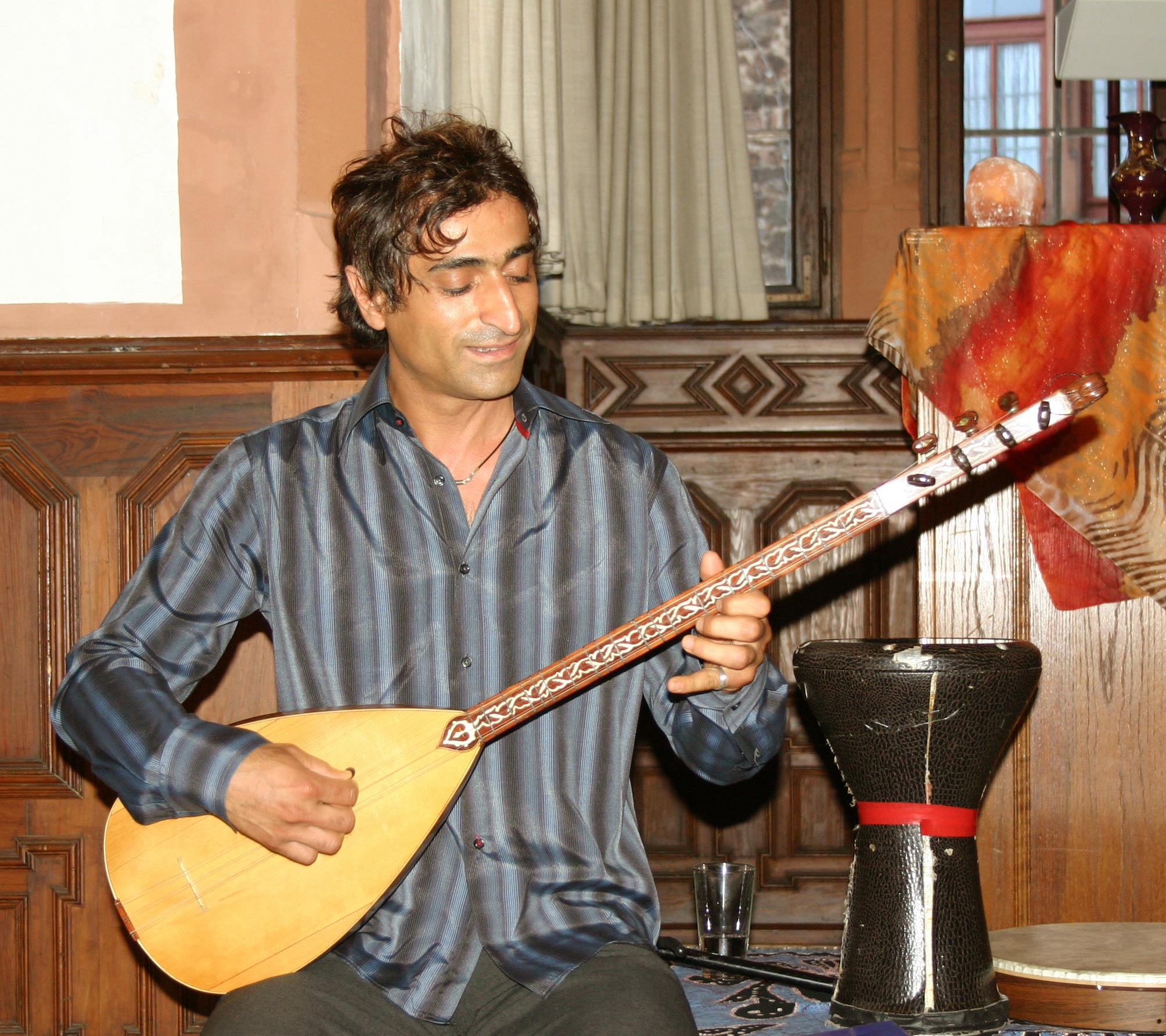
Un joueur de saz

## Joueurs de saz
Les joueurs de saz célèbres impliquent notamment : Aşıq Pəri, Hasret Gültekin, Ali Ekber Çiçek, Erkan Oğur, Talip Özkan, Arif Sağ, Nida Tüfekçi, Musa Eroğlu, Muhlis Akarsu, Pir Sultan Abdal, Ahmet Kaya, Aşık Mahzuni Şerif, Âşık Veysel et Orhan Gencebay.

## Discographie
- Musique instrumentale d’Anatolie, Arif Sağ et Musa Eroğlu, Buda Musique, qui présente le cura et les deux types de bağlama.